# Bathymodiolus tangaroa
Bathymodiolus tangaroa är en musselart som beskrevs av Cosel och B.A. Marshall 2003. Bathymodiolus tangaroa ingår i släktet Bathymodiolus och familjen blåmusslor. Inga underarter finns listade i Catalogue of Life.